# Плужац
Плужац је насеље у Србији у општини Осечина у Колубарском округу. Према попису из 2022. било је 423 становника.
Овде се налази Манастир Плужац.

## Демографија
У насељу Плужац живи 392 пунолетна становника, а просечна старост становништва износи 44,9 година (42,7 код мушкараца и 47,5 код жена). У насељу има 152 домаћинства, а просечан број чланова по домаћинству је 3,03.
Ово насеље је у потпуности насељено Србима (према попису из 2002. године), а у последња три пописа, примећен је пад у броју становника.
|  |

| Демографија | Демографија | Демографија |
| Година      | Становника  | Становника  |
| ----------- | ----------- | ----------- |
| 1948.       | 964         |             |
| 1953.       | 940         |             |
| 1961.       | 906         |             |
| 1971.       | 823         |             |
| 1981.       | 736         |             |
| 1991.       | 541         | 532         |
| 2002.       | 460         | 463         |

| Етнички састав према попису из 2002.‍ | Етнички састав према попису из 2002.‍ | Етнички састав према попису из 2002.‍ | Етнички састав према попису из 2002.‍ | Етнички састав према попису из 2002.‍ |
| ------------------------------------ | ------------------------------------ | ------------------------------------ | ------------------------------------ | ------------------------------------ |
|                                      |                                      |                                      |                                      |                                      |
| Срби                                 | Срби                                 |                                      | 460                                  | 100,0%                               |
| непознато                            | непознато                            |                                      | 0                                    | 0,0%                                 |

| Година пописа     | 1948. | 1953. | 1961. | 1971. | 1981. | 1991. | 2002. |
| ----------------- | ----- | ----- | ----- | ----- | ----- | ----- | ----- |
| Број домаћинстава | 141   | 151   | 170   | 170   | 174   | 150   | 152   |

| Број чланова      | 1  | 2  | 3  | 4  | 5  | 6 | 7 | 8 | 9 | 10 и више | Просек |
| ----------------- | -- | -- | -- | -- | -- | - | - | - | - | --------- | ------ |
| Број домаћинстава | 33 | 42 | 21 | 23 | 19 | 8 | 3 | 3 | 0 | 0         | 3,03   |

| Пол    | Укупно | Неожењен/Неудата | Ожењен/Удата | Удовац/Удовица | Разведен/Разведена | Непознато |
| ------ | ------ | ---------------- | ------------ | -------------- | ------------------ | --------- |
| Мушки  | 216    | 73               | 122          | 20             | 1                  | 0         |
| Женски | 187    | 22               | 117          | 45             | 2                  | 1         |
| УКУПНО | 403    | 95               | 239          | 65             | 3                  | 1         |

| Пол    | Укупно                    | Пољопривреда, лов и шумарство | Рибарство                            | Вађење руде и камена | Прерађивачка индустрија       |
| ------ | ------------------------- | ----------------------------- | ------------------------------------ | -------------------- | ----------------------------- |
| Мушки  | 183                       | 127                           | 0                                    | 0                    | 28                            |
| Женски | 122                       | 106                           | 0                                    | 0                    | 6                             |
| УКУПНО | 305                       | 233                           | 0                                    | 0                    | 34                            |
| Пол    | Производња и снабдевање   | Грађевинарство                | Трговина                             | Хотели и ресторани   | Саобраћај, складиштење и везе |
| Мушки  | 6                         | 6                             | 4                                    | 3                    | 3                             |
| Женски | 0                         | 0                             | 2                                    | 4                    | 0                             |
| УКУПНО | 6                         | 6                             | 6                                    | 7                    | 3                             |
| Пол    | Финансијско посредовање   | Некретнине                    | Државна управа и одбрана             | Образовање           | Здравствени и социјални рад   |
| Мушки  | 0                         | 1                             | 3                                    | 1                    | 1                             |
| Женски | 0                         | 0                             | 0                                    | 0                    | 3                             |
| УКУПНО | 0                         | 1                             | 3                                    | 1                    | 4                             |
| Пол    | Остале услужне активности | Приватна домаћинства          | Екстериторијалне организације и тела | Непознато            | Непознато                     |
| Мушки  | 0                         | 0                             | 0                                    | 0                    | 0                             |
| Женски | 1                         | 0                             | 0                                    | 0                    | 0                             |
| УКУПНО | 1                         | 0                             | 0                                    | 0                    | 0                             |

## Галерија
- Плужац - панорама
- Плужац - панорама
- Плужац - панорама
- Плужац - панорама
- Плужац - панорама
- Плужац - панорама